# Brunbrynad lövletare
Brunbrynad lövletare (Syndactyla rufosuperciliata) är en fågel i familjen ugnsfåglar inom ordningen tättingar.

## Utseende och läte
Brunbrynad lövletare är en medelstor lövletare med tydligt beigefärgat ögonbrynsstreck och en kraftig, kilformad näbb. Ovansidan är olivbrun, även hjässan, och stjärten roströd. Vidare är den beigegul på strupen och streckad på ansikte, bröst och buk. Kontaktlätet är ett insektslikt "tsip".

## Utbredning och systematik
Brunbrynad lövletare delas in i fem underarter:
- Syndactyla rufosuperciliata similis – förekommer i Anderna i sydligaste Ecuador och norra Peru (Cajamarca)
- Syndactyla rufosuperciliata cabanisi – förekommer i Andernas östsluttning i Peru och Bolivia
- Syndactyla rufosuperciliata oleaginea – förekommer i sydöstra Bolivia och nordöstra Argentina
- Syndactyla rufosuperciliata rufosuperciliata – förekommer i sydöstra Brasilien (Minas Gerais till São Paulo och Paraná)
- Syndactyla rufosuperciliata acrita – förekommer från södra Brasilien till Paraguay, Uruguay och nordöstra Argentina

## Levnadssätt
Brunbrynad lövletare hittas i bergsbelägna skogar och ungskog. Där födosöker den mestadels i undervegetationen, på jakt efter föda i torra ansamlingar av löv.

## Status och hot
Arten har ett stort utbredningsområde, men tros minska i antal, dock inte tillräckligt kraftigt för att den ska betraktas som hotad. Internationella naturvårdsunionen IUCN listar arten som livskraftig (LC).

## Bilder

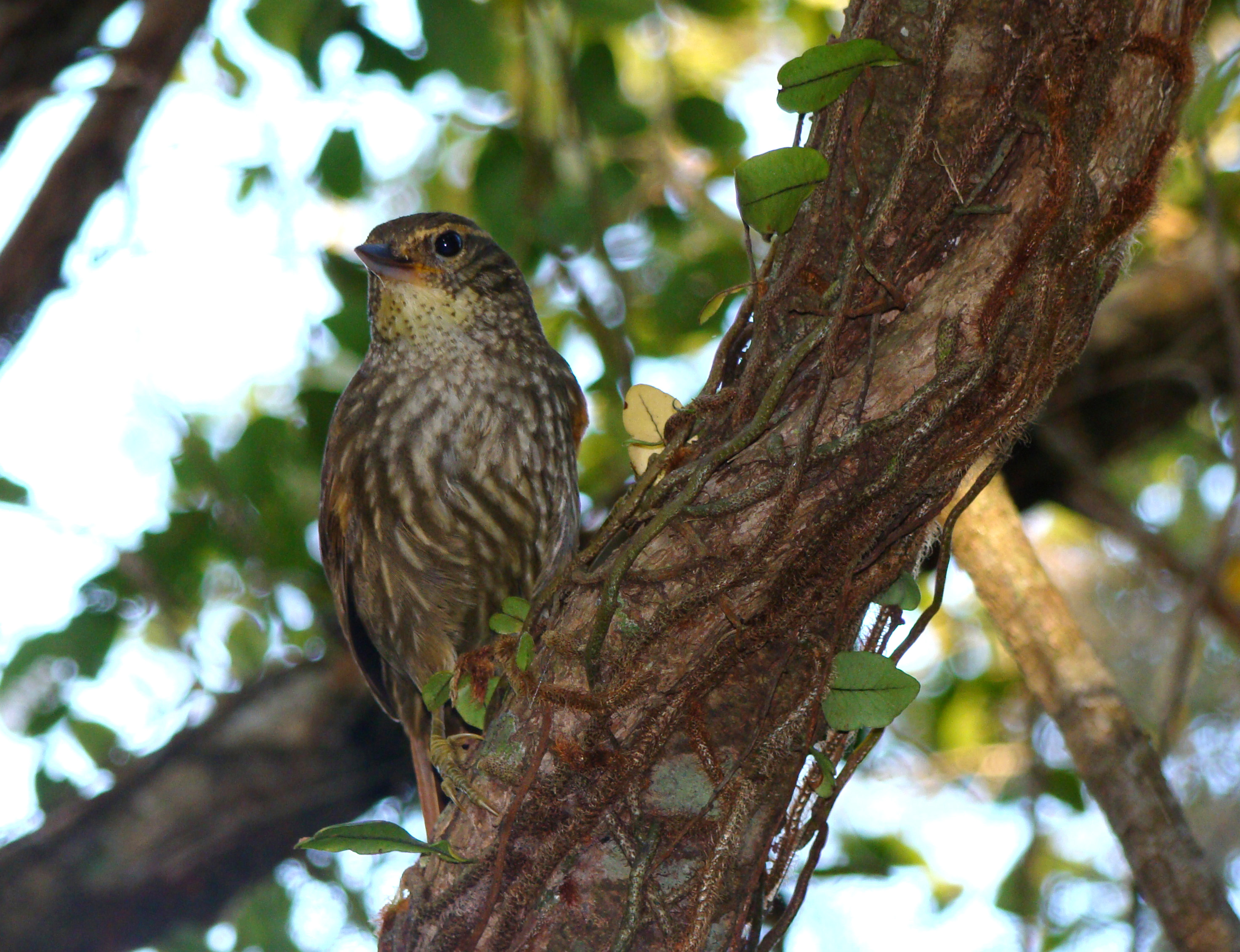
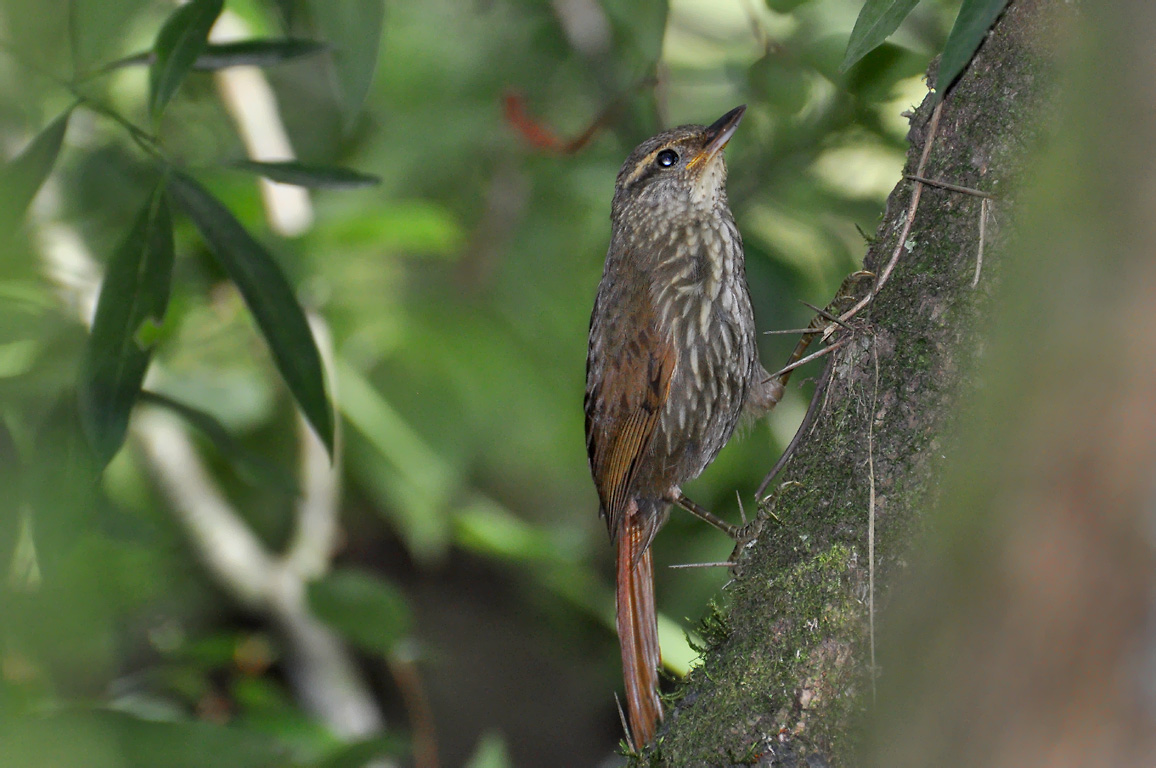